# Salvia colonica
Salvia colonica là một loài thực vật có hoa trong họ Hoa môi. Loài này được Standl. & L.O.Williams ex Klitg. mô tả khoa học đầu tiên năm 2007.